# Кинуренинов път
Кинурениновият път е процес в тялото, при който се разгражда триптофанът.
При него около 90% от триптофана се метаболизира в черния дроб, започвайки с разрушаването на индоловия му пръстен с участието на ензима триптофан-2,3-диоксигеназа.
Крайният продукт на кинурениновия път е никотинамид аденин динуклеотид.
Счита се, че кинурениновият път е свързан с някои заболявания, включително болестта на Алцхаймер, на Хънтингтън, депресия, рак, шизофрения, амиотрофична латерална склероза и други, при които се наблюдава дисбаланс в нивата на някои от метаболитите в него.
Името на процеса произлиза от първия стабилен негов продукт, кинуренин.